# Русев (реслер)
Миросла́в Петров Барня́шев (нар. 25 грудня 1985) — болгарський реслер, колишній пауерліфтер і гребець. Виступає у WWE під ринговим ім'ям Русев (англ. Rusev) на бренді RAW. Також відомий за виступами у AEW під ім'ям Миро (англ. Miro) з 2020 по 2025 рік. Перший реслер з Болгарії в історії WWE.

## Кар'єра в професійному реслінгу
У середині 2000-x Барняшев емігрував з Болгарії в США з намірами стати реслером. Спочатку жив у Вірджинії, до переїзду в Торранс, Каліфорнія, де він почав підготовку як реслер разом із Девідом Гітом (Гангрел) і Рікіші в реслінг-академії Knokx Pro.

## Особисте життя
У стосунках із Ланою, своєю менеджеркою.